# Hoogeveen Open
Hoogeveen Open is een open damtoernooi dat vanaf 2010 jaarlijks medio augustus volgens het Zwitsers systeem in Hoogeveen in de Nederlandse provincie Drenthe wordt gespeeld.
Het wordt meestal gecombineerd met een tegelijkertijd te spelen jeugdtoernooi.
De speellocatie in 2022 is MFC De Magneet.

## Meeste toernooizeges
|   | Naam                   | Aantal | Jaren      |
| - | ---------------------- | ------ | ---------- |
| 1 | Martijn van IJzendoorn | 2      | 2016, 2020 |

## Erelijst
| Jaar | Goud                   | Zilver                 | Brons                       |
| ---- | ---------------------- | ---------------------- | --------------------------- |
| 2010 | Aleksandr Getmanski    | Alexander Baljakin     | Aleksej Domchev             |
| 2011 | Roel Boomstra          | Alexander Baljakin     | Tjalling Goedemoed          |
| 2012 | Jean Marc Ndjofang     | Michel Koop            | Andrew Tjon A Ong           |
| 2013 | Wouter Sipma           | Jan Groenendijk        | Roel Boomstra               |
| 2014 | Jan Groenendijk        | Aleksej Domchev        | Flaubert Ndonzi             |
| 2015 | Nick Hoving            | Jitse Slump            | Jan Groenendijk             |
| 2016 | Martijn van IJzendoorn | Macodou N'Diaye        | Sven Winkel                 |
| 2017 | Auke Scholma           | Martijn van IJzendoorn | Thomy Lucien Mbongo         |
| 2018 | Michiel Kroesbergen    | Wouter Sipma           | Nikolaj Kychkin             |
| 2019 | Nick Waterink          | N'Diaga Samb           | Damien Come Aligna Messinga |
| 2020 | Martijn van IJzendoorn | Jitse Slump            | Aleksej Domchev             |
| 2021 | Andrew Tjon A Ong      | Zainal Palmans         | Jitse Slump                 |